# 15868 Акійосідай
15868 Акійосідай (15868 Akiyoshidai) — астероїд головного поясу, відкритий 16 липня 1996 року.
Тіссеранів параметр щодо Юпітера — 3,603.